# Tignieu-Jameyzieu
Tignieu-Jameyzieu là một xã thuộc tỉnh Isère trong vùng Rhône-Alpes đông nam nước Pháp. Xã này nằm ở khu vực có độ cao trung bình 232 mét trên mực nước biển. Theo điều tra dân số năm 1999 của INSEE, xã có dân số là 1373 người.
Sông Bourbre tạo thành một phần ranh giới phía tây thị trấn.